# Diamond Life
Diamond Life (Engl., etwa: Luxusleben) ist das Debütalbum der nigerianisch-britischen Sängerin Sade. Es wurde  1984 von Epic Records veröffentlicht.

## Entstehung und Inhalt
Die Aufnahmen zu den neun Titeln unter dem Produzenten Robin Millar begannen bereits 1983 in den Power Plant Studios in London. Das Album gilt als stilbildendes Beispiel für den Mitte der 1980er Jahre aufkommenden Sophisti-Pop, eine Stilmischung aus Pop, Soul und Jazz. 
Das Album enthält eine Coverversion des Titels Why Can’t We Live Together von Timmy Thomas aus dem Jahr 1972. 
Es wurde am 16. Juli 1984 von Epic Records in Großbritannien und am 21. Juli 1984 in Deutschland veröffentlicht. In den USA kam das Album erst am 25. Februar 1985 auf den Markt. Die erste Singleauskopplung in Europa Your Love Is King erschien am 6. Februar 1984, in den USA wurde Hang on to Your Love am 8. Dezember 1984 veröffentlicht. Darüber hinaus wurden noch die Titel When Am I Going to Make a Living (Mai 1984) sowie Smooth Operator (September 1984) als international erfolgreichste Single ausgekoppelt.

## Titelliste
Bis auf die gekennzeichneten Ausnahmen stammen alle Songs aus der Feder von Sade Adu und Stuart Matthewman.
Seite 1
1. Smooth Operator (Sade Adu, Ray St. John) – 4:58
2. Your Love Is King – 3:40
3. Hang on to Your Love – 5:55
4. Frankie’s First Affair – 4:39
5. When Am I Going to Make a Living (Adu, Matthewman, Andrew Hale, Paul Denman) – 3:27

Seite 2
1. Cherry Pie – 6:20
2. Sally – 5:23
3. I Will Be Your Friend – 4:45
4. Why Can’t We Live Together (Timmy Thomas) – 5:28

## Kritiken
Das Album wurde positiv bewertet. Das Magazin Rolling Stone wählte Diamond Life 2020 auf Platz 200 der 500 besten Alben aller Zeiten. In der Auswahl der 200 besten Alben der 1980er Jahre von Pitchfork erreichte es Platz 10. NPR führt Diamond Life auf Platz 22 der 150 besten Alben, die von Frauen gemacht wurden. Das Album wurde in die 1001 Albums You Must Hear Before You Die aufgenommen.

## Kommerzieller Erfolg

### Chartplatzierungen
Nach zunächst schleppendem Beginn wurde das Album zu einem großen Erfolg in vielen europäischen Ländern und in den USA. Während es in den britischen Albumcharts den zweiten Platz belegte, erreichte das Album in Deutschland, Österreich und der Schweiz Platz eins der Charts.
| ChartsChartplatzierungen       | Höchstplatzierung | Wochen |
| ------------------------------ | ----------------- | ------ |
| Deutschland (GfK)              | 1 (70 Wo.)        | 70     |
| Österreich (Ö3)                | 1 (40 Wo.)        | 40     |
| Schweiz (IFPI)                 | 1 (34 Wo.)        | 34     |
| Vereinigte Staaten (Billboard) | 5 (81 Wo.)        | 81     |
| Vereinigtes Königreich (OCC)   | 2 (99 Wo.)        | 99     |

| ChartsJahrescharts (1984) | Platzierung |
| ------------------------- | ----------- |
| Deutschland (GfK)         | 13          |
| Österreich (Ö3)           | 11          |
| Schweiz (IFPI)            | 10          |

| ChartsJahrescharts (1985) | Platzierung |
| ------------------------- | ----------- |
| Deutschland (GfK)         | 10          |
| Österreich (Ö3)           | 10          |
| Schweiz (IFPI)            | 24          |

### Auszeichnungen für Musikverkäufe
| Land/Region                  | Auszeichnungen für Musikverkäufe (Land/Region, Auszeichnung, Verkäufe) | Verkäufe  |
| ---------------------------- | ---------------------------------------------------------------------- | --------- |
| Australien (ARIA)            | 4× Platin                                                              | 280.000   |
| Deutschland (BVMI)           | Platin                                                                 | 500.000   |
| Frankreich (SNEP)            | 2× Platin                                                              | 600.000   |
| Kanada (MC)                  | 2× Platin                                                              | 200.000   |
| Neuseeland (RMNZ)            | 6× Platin                                                              | 120.000   |
| Niederlande (NVPI)           | Platin                                                                 | 100.000   |
| Schweiz (IFPI)               | 2× Platin                                                              | 100.000   |
| Spanien (Promusicae)         | Gold                                                                   | 50.000    |
| Vereinigte Staaten (RIAA)    | 4× Platin                                                              | 4.000.000 |
| Vereinigtes Königreich (BPI) | 4× Platin                                                              | 1.200.000 |
| Insgesamt                    | 1× Gold · 26× Platin ·                                                 | 7.150.000 |

Hauptartikel: Sade Adu/Auszeichnungen für Musikverkäufe